# 요리조리 맛있는 수업
《요리조리 맛있는 수업》은 SBS에서 2017년 2월 27일(月)부터 방송되고 있는, 간단한 요리에 관련된 어린이 텔레비전 프로그램이다.

## 방송 시간
| 방송 채널 | 방송 기간              | 방송 시간                       | 방송 분량 | 비고 |
| --------- | ---------------------- | ------------------------------- | --------- | ---- |
| SBS       | 2017년 2월 27일 ~ 현재 | 평일 월 ~ 화 오전 11:30 ~ 12:00 | 30분      |      |

## 현재 외주 제작사
- 라움채널

## 진행자
- 안현화(현재 10대 메인 진행자.)
- 육예서(고정)
- 규나(고정)
- 다니엘라(고정)

### 이전 메인 진행자
1. 박지원
2. 최예나
3. 홍미란
4. 고아라
5. 김채연 (tripleS)
6. 명형서 (CLASS:y)
7. 권영하
8. 윤서령
9. 이하담

## 편성 변경 및 결방 사유
- 2022년 11월 29일 - : 2022년 FIFA 월드컵 대한민국 VS 가나 재방송으로 결방
- 2023년 3월 7일 - : 《방송기자클럽 초청토론회》로 결방
- 2023년 5월 29일 - : 2023년 FIFA U-20 월드컵 하이라이트로 결방
- 2023년 9월 18일 ~ 10월 3일 - : 2022년 아시안 게임 중계방송 으로 결방
- 2024년 10월 1일 : 제76주년 《국군의 날》 기념식 편성으로 인한 결방
- 2024년 12월 9일 : 윤석열 대통령 탄핵관련 SBS뉴스특보 로 인한 12시 50분으로 변경
- 2025년 6월 3일 : 틈만나면, 재방송 편성으로 인한 결방